# The Rats in the Walls
The Rats in the Walls is een horror/kort verhaal geschreven door de Amerikaanse schrijver H.P. Lovecraft. Het werd voor het eerst gepubliceerd in het maart-nummer uit 1924 van het tijdschrift Weird Tales.

## Verhaal
De Amerikaan Delapore betrekt in 1923 landgoed Exham Priory in Engeland. Dit is al in de familie sinds 1261. Voor Delapore het kocht, stond het alleen eeuwen leeg. De laatste bewoner, James the First, werd net als vijf van zijn kinderen en een aantal bedienden vermoord door zijn enige overlevende zoon, Walter. Die emigreerde daarna ongestraft en ongehinderd naar Virginia. De naam van de familie verbasterde daar in de eeuw die volgde tot Delapore.
Delapore kwam op de hoogte van het bestaan van Exham Priory door zijn enige zoon, Alfred. Die verbleef tijdens de Eerste Wereldoorlog als piloot in Engeland. Hij raakte daar bevriend met zijn collega Edward Norrys. Nadat die Alfred vertelde over de wilde verhalen die de ronde deden over Exham Priory, schreef hij daarover aan zijn vader. Delapore kocht in 1918 geïntrigeerd het landgoed. De restauratie duurde daarna langer dan gepland omdat hij voor zijn zoon wilde zorgen, die zwaargewond terugkeerde uit de oorlog en twee jaar later stierf.
Delapore weet niet veel over de geschiedenis van zijn familie. Hij komt er al snel achter dat de lokale bevolking zowel Exham Priory als de bewoners ervan al sinds mensenheugenis haat. Wanneer hij zich verdiept in de familiegeschiedenis, vindt hij de ene monsterlijke omschrijving van zijn voorouders na de andere. Delapore wil graag het laatste deel van zijn leven doorbrengen in Exham Priory en de bevolking laten zien dat een De la Poer geen onmens hoeft te zijn. Hij neemt daarbij de oude spelling van zijn achternaam aan. Hij betrekt de woning samen met zeven bedienden en negen katten. De oudste daarvan, Nigger-Man, is met hem meegekomen vanuit Bolton.
Nadat hij ongeveer een week in Exham Priory woont, begint De la Poer 's nachts geluiden te horen alsof er ratten aan de binnenkant van de muren krabben. Dit merkt ook Nigger-Man. Nadat die het behang van de wand krabt, is er alleen stenen muur te zien. De la Poer begint bij herhaling te dromen over een zwijnenhoeder die een onbestemd soort beesten voortdrijft door een tunnel. Wanneer hij weer wakker wordt van Nigger-Man, hoort hij opnieuw ratten in de muren. De la Poer gaat naar de huiskamer en hoort ze daar achter de wandpanelen. Hij komt tot de conclusie dat ze zich omlaag bewegen. Waar zowel hij als de katten de ratten steeds horen, merken de bedienden niets. Daarbij slaan alle gezette muizenvallen telkens dicht, maar zit er nooit iets in.
Norrys komt De la Poer helpen om de kelder te onderzoeken. Ze vinden geen ratten, maar wel een stenen altaar dat sporen van offering lijkt te bevatten. De twee besluiten om samen met Nigger-Man in de kelder te blijven slapen. Na wakker te schrikken uit weer dezelfde nachtmerrie, hoort De la Poer ook in de kelder het geluid van ratten. Norrys lijkt hier niets van te merken. Hij hoort alleen de katten. Er blijkt lucht onder het altaar vandaan te komen; onder de kelder is nog een ruimte.
Ze vragen een aantal archeologen en wetenschappers om hulp en kantelen een aantal dagen later het altaar om. Hieronder vinden ze een gigantische ruimte gevuld met botten en botresten. Ze zijn van mensen, aapachtige mensen en mensenachtigen die op zeker moment weer op vier voeten zijn gaan lopen. Een deel van de voorouders van De la Poer blijkt honderden, mogelijk duizenden jaren lang een enorme ondergrondse stad gevuld met menselijk vee te hebben bezeten. Walter de la Poer heeft hier met de moord op zijn laatste betrokken familieleden een einde aan gemaakt.
Delapore komt bij een tunnel die hij herkent uit zijn nachtmerries over de zwijnenhoeder. Wanneer hij geluid hoort in de duisternis, rent hij achter Nigger-Man aan. Alle ellende die hem is overkomen raast door zijn hoofd. Wanneer hij ergens op stuit, besluit hij dat het ratten moeten zijn. Zijn gedachten worden warrig en waanzinnig. Ze vinden hem gehurkt boven het half opgegeten lichaam van Norrys terug. Delapore wordt opgesloten in een geïsoleerde kamer in een gesticht en Exham Priory met de grond gelijk gemaakt. Delapore blijft ook hier ratten horen in de muren.

## Achtergrond
- The Rats in the Walls is het tweede verhaal van Lovecraft waarin Nyarlathotep wordt genoemd, na het naar hem vernoemde verhaal waarin hij wordt geïntroduceerd.
- Wanneer Delapore aan het eind doordraait, slaat hij een aantal zinnen uit in Schots-Gaelisch. Deze zijn rechtstreeks geciteerd uit The Sin-Eater van Fiona Macleod.